# Alex Rodriguez

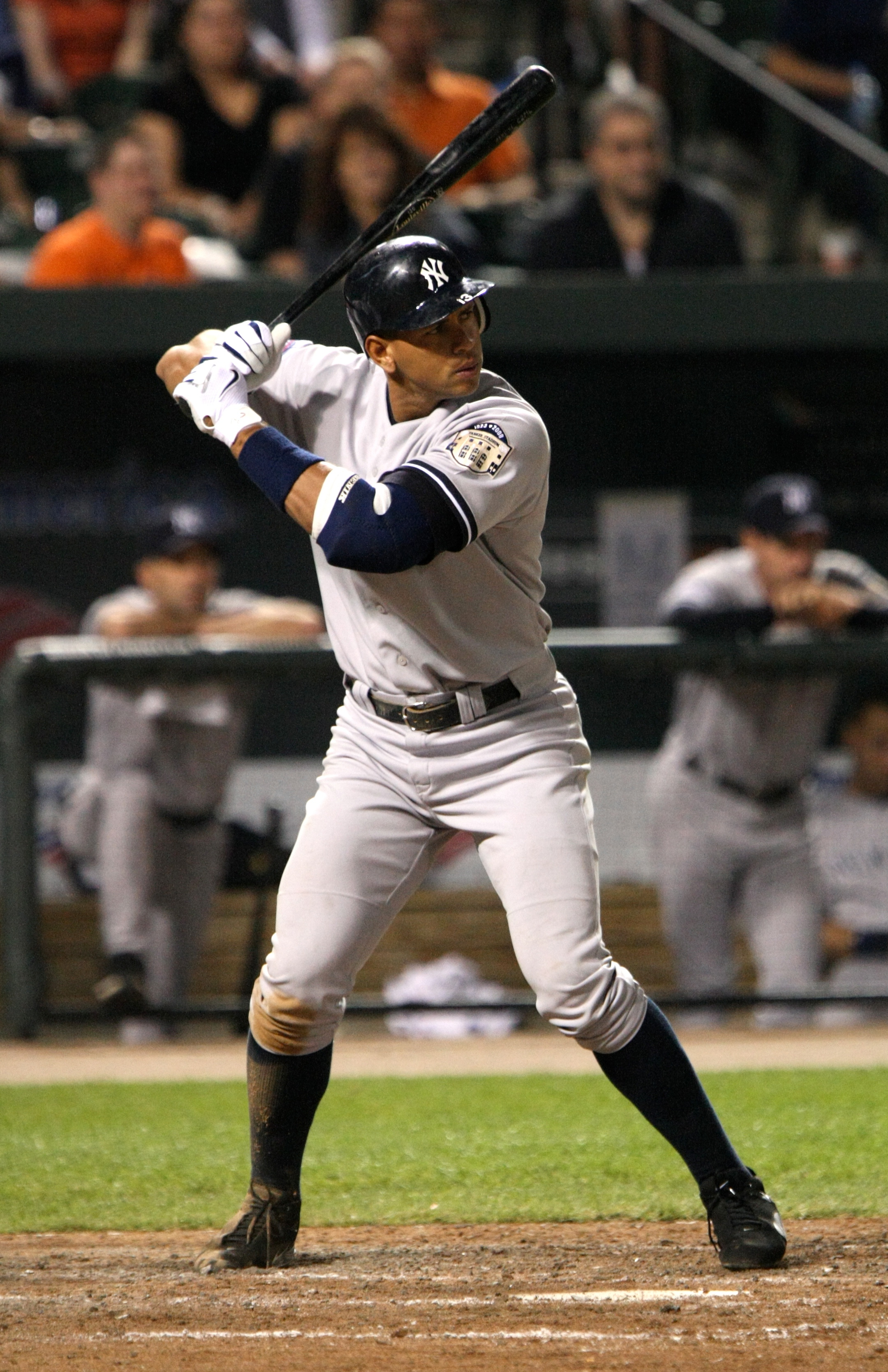
Alex Rodriguez jako zawodnik New York Yankees (2008)

Alexander Emmanuel Rodriguez (ur. 27 lipca 1975 w Nowym Jorku) – amerykański baseballista pochodzenia dominikańskiego, który występował na pozycji trzeciobazowego i łącznika. Nosi przydomek A-Rod.

## Seattle Mariners
Rodriguez został wybrany jako numer 1 w drafcie 1993 roku przez Seattle Mariners w wieku 17 lat i początkowo występował w klubach rezerwowych Mariners, między innymi w Calgary Cannons. 8 lipca 1994 zadebiutował w Major League Baseball w meczu przeciwko Boston Red Sox mając 18 lat, 11 miesięcy i 11 dni, jednocześnie stając się trzecim łącznikiem od 1900 roku, który wystąpił po raz pierwszy w MLB w wieku 18 lat. W sezonie 1995 poza grą w MLB, występował również w klubie rezerwowym Tacoma Rainiers. 12 czerwca 1995 zdobył pierwszego w karierze home runa. W wieku 20 lat i 11 miesięcy był najmłodszym uczestnikiem Meczu Gwiazd, który grał na pozycji łącznika.
W 1996 grał już regularnie na tej pozycji i miał najwyższą średnią uderzeń (0,358) w American League. W sezonie 1997 stał się drugim zawodnikiem w historii Seattle Mariners, który zaliczył cycle; został też wybrany do pierwszej dziewiątki All–Star Game. Rok później, zdobywając 42 home runy i 46 skradzionych baz, jako trzeci zawodnik w historii wstąpił do Klubu 40–40. W 2000 roku stał się wolnym agentem.

## Texas Rangers
26 stycznia 2001 roku podpisał dziesięcioletni kontrakt, wart 252 miliony dolarów, z Texas Rangers. W sezonie 2003 był najlepszy w American League w klasyfikacji zdobytych home runów (47), runów (124) oraz w slugging percentage (0,600) i po raz drugi z rzędu przyznano mu Złotą Rękawicę oraz wybrano go MVP American League. W 2009 roku przyznał, że w okresie spędzonym w tym zespole brał sterydy.

## New York Yankees
16 lutego 2004 w ramach wymiany trafił do New York Yankees. Po przejściu do Yankees wybrał numer 13 (numer 3, z którym występował wcześniej, został zastrzeżony przez klub w hołdzie Babe Ruthowi) i zgodził się na zmianę pozycji z łącznika na trzeciobazowego (pierwszym łącznikiem w zespole był Derek Jeter). W 2004 roku po raz ósmy został wybrany do Meczu Gwiazd i po raz pierwszy zagrał w nim na pozycji trzeciobazowego. W sezonie 2005 został ponownie wybrany najbardziej wartościowym zawodnikiem w lidze, mając średnią uderzeń 0,321, zdobytych 48 home runów i 124 runy. Dwa lata później został MVP American League po raz trzeci. W grudniu 2007 roku podpisał dziesięcioletni kontrakt wart 275 milionów dolarów (najwyższy w historii zawodowego baseballu).
4 sierpnia 2011 roku w meczu z Toronto Blue Jays stał się siódmym baseballistą w historii ligi, który zdobył 600. home runa w karierze, a niespełna dwa lata później 12 czerwca 2012, zdobył 23. grand slama w karierze i zrównał się w tej klasyfikacji z Lou Gehrigiem.
W związku ze skandalem dopingowym groziła mu dożywotnia dyskwalifikacja. Ostatecznie został zawieszony do końca sezonu 2014, jednak jego adwokat David Cornwell złożył apelację od decyzji władz MLB. Do momentu jej rozpatrzenia Rodriguez mógł brać udział w meczach Yankees. 26 sierpnia 2013 w meczu przeciwko Toronto Blue Jays na Rogers Centre zdobył 650. home runa w karierze po piłce narzuconej przez R.A. Dickeya. 20 września 2013 w spotkaniu z San Francisco Giants na Yankee Stadium zdobył 24. grand slama w karierze i wyprzedził w klasyfikacji wszech czasów Lou Gehriga.
11 stycznia 2014 został zawieszony na 162 mecze obejmujące cały sezon zasadniczy i ewentualne mecze w postseason, po czym zapowiedział odwołanie od tej decyzji do sądu federalnego. Ostatecznie wycofał pozew i zaakceptował karę nałożoną przez zarząd ligi.
1 maja 2015 w meczu przeciwko Boston Red Sox na Fenway Park zdobył jako pinch hitter 660. home runa w MLB i zrównał się liczbą z zajmującym 4. miejsce w klasyfikacji wszech czasów pod tym względem Williem Maysem. 5 czerwca 2015 w spotkaniu z Los Angeles Angels of Anaheim zaliczył 1997. RBI w karierze i przesunął się w klasyfikacji wszech czasów na 2. miejsce według Elias Sports Bureau (statystyka oficjalnie wprowadzona w 1920 roku), według serwisu baseball-reference.com na 4. miejsce.
13 czerwca 2015 w meczu przeciwko Baltimore Orioles na Oriole Park zdobywając home runa, osiągnął pułap 2000 RBI. Sześć dni później został 29. zawodnikiem w historii MLB, który zaliczył 3000. uderzenie w karierze. Po raz ostatni w barwach Yankees zagrał 12 sierpnia 2016 w meczu przeciwko Tampa Bay Rays.

## Nagrody i wyróżnienia
| Nagroda/wyróżnienie      | Lata                                                                               | Źródło |
| 3× MVP American League   | 2003, 2005, 2007                                                                   | [ 13 ] |
| 14× All-Star             | 1996, 1997, 1998, 2000, 2001, 2002, 2003, 2004, 2005, 2006, 2007, 2008, 2011, 2012 | [ 32 ] |
| 2× Gold Glove Award      | 2002, 2003                                                                         | [ 12 ] |
| 10× Silver Slugger Award | 1996, 1998, 1999, 2000, 2001, 2002, 2003, 2005, 2007, 2008                         | [ 33 ] |
| Zwycięzca w World Series | 2009                                                                               | [ 34 ] |
| 4× Hank Aaron Award      | 2001, 2002, 2003, 2007                                                             | [ 35 ] |
| 3000 hit club            |                                                                                    | [ 30 ] |